# Fred Bahovec
Fred Bahovec, slovenski iskalec mineralov in lovec, * 17. julij 1889, Rakovnik, Ljubljana, † 30. december 1989, Sitka, Aljaska.
Leta 1900 je v Ljubljani končal osnovno šolo in se odselil v Združene države Amerike. V Chichagu se je preživljal s priložnostnimi deli in se izučil za strojnika. Kasneje je živel v raznih krajih na Aljaski, nazadnje v Sitki in veliko potoval. Preživljal se je z lovom, ribolovom, delom na žagi, farmsko rejo kun zlatic in poštarsko službo; nazadnje je nabiral okrasne kamne za izdelovanje nakita, iskal zlato in redke fosile v sodelovanju z inštitutom Smithson iz Washingtona. Po njem se imenuje Bahovec Peak na otoku Baranof, kjer je preživel 30 let. Leta 1987 je izšlo avtobiografsko delo Ljubljančan na Aljaski. Spomini in lovske zgodbe. (COBISS)